# Ся Гуй

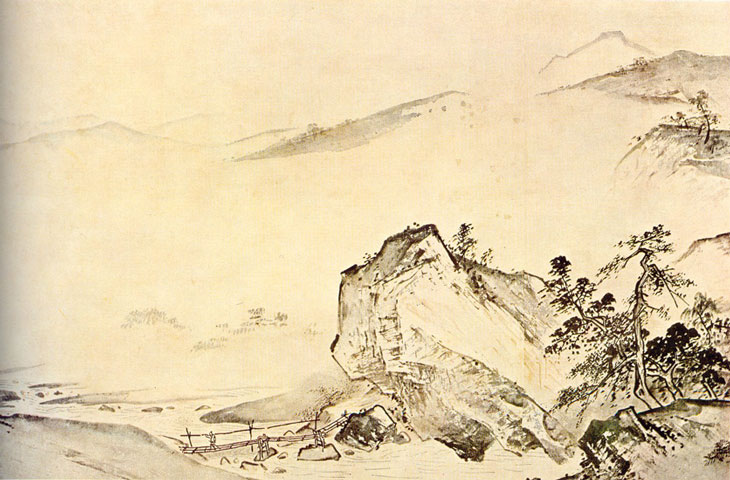
Ся Гуй. Далекий вид

Ся Гуй (кит. 夏圭, пиньинь Xià Guī, ок.1195-1224) — китайский художник эпохи Сун, монах школы чань.

## Биография
Родился в уезде Цяньтан Линьаньской управы (территория современного Ханчжоу провинции Чжэцзян). Состоял в академии живописи при императоре Нин-цзуне.

## Живописная манера
Как и его современник Ма Юань, порвал с орнаментальным стилем придворной живописи, обратившись к более лаконичной, простой и эмоциональной манере художников эпохи Тан.

## Творческие особенности
В пейзажах предпочитал асимметричные композиции, упразднение деталей, беспокойные состояния природы (таков его известный свиток «Буря»).

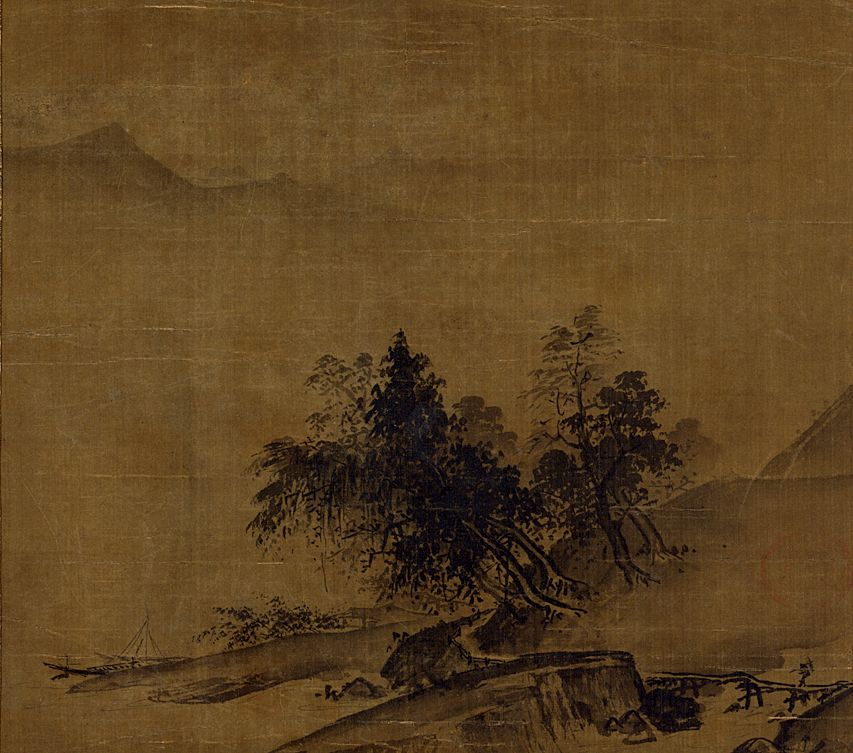
Ся Гуй. Без названия